# Lucina excavata
Lucina excavata är en musselart. Lucina excavata ingår i släktet Lucina och familjen Lucinidae. Inga underarter finns listade i Catalogue of Life.